# Pancir-S1
Pancir-S1 (rusky Панцирь-С1, v kódu NATO SA-22 „Greyhound“) je ruský hybridní samohybný protiletadlový systém krátkého a středního dosahu, který je určen k obraně civilních a vojenských objektů proti současným a perspektivním prostředkům vzdušného napadení. Byl zaznamenán v řadách proruských separatistů během války na východní Ukrajině.

## Vývoj
Vývojem systému Pancir byla v roce 1990 pověřena konstrukční kancelář KBP Tula. Šlo o vývoj tehdejšího systému 9K22 Tunguska, který byl zaveden od roku 1982. Během doby, která uplynula od zavedení kompletu Tunguska do služby, se výrazně změnily technické charakteristiky prostředků leteckého útoku. Objevily se střely s plochou dráhou letu, dálkově ovládaná letadla s mimořádně malou efektivní odrazovou plochou a rychlost letu vzdušných cílů se zvýšila až na 1 000 m/s. Rakety systému Tunguska se při boji s novými hrozbami ukázaly jako neúčinné.
V roce 1994 byl vyroben první prototyp bojového vozidla Pancir a začalo jeho testování. Prototyp byl postaven na podvozku terénního vozidla Ural-5323.4 8x8 a veřejnosti byl představen v srpnu 1995 na letecké přehlídce v Žukovském. V této době však v důsledku hospodářské krize došlo k ukončení financování nového systému. Práce na Panciru se opět obnovily až v druhé polovině 90. let díky finanční pomoci ze Spojených arabských emirátů, se kterými byla 24. května 2000 podepsána smlouva v hodnotě 734 milionů dolarů na dodávku 50 kompletů Pancir-S1 .
Navzdory mnoha technickým a organizačním problémům se poměrně rychle podařilo vyvinout raketu se středním doletem, nahradit kanón 2A72 za dvojici kanónů 2A38M ráže 30 mm a vyvinout hlavní subsystémy. Problém však nastal při vývoji radiolokátoru určeného ke sledování vzdušných cílů. Zpočátku se počítalo s víceúčelovým radiolokátorem 1L36 "Roman", který vyvinula v roce 1995 společnost Fazatron-NIIR, v roce 2005 však byl vyvinut nový radar 1RS2-E. Nakonec ale ani jeden z těchto radarů nebyl konstruktéry Pancir-S1 považován za úspěšný.
V důsledku toho si vývoj vyžádal více času. Jelikož se jednalo o prakticky jiný systém, jak se původně uvažovalo, musely být se SAE dohodnuty nové podmínky smlouvy a dodávky prvních systémů byly přeloženy na rok 2006. Nový radar s fázovanou mřížkou však výrazně zlepšil vlastnosti celého systému.

## Raketa
Protiletadlový systém Pancir-S1 je vybaven 8 nebo 12 raketami 57E6 nebo 57E6-E. 57E6 je dvoustupňová raketa skládající se z letového a urychlovacího stupně s motory na tuhá paliva.
Raketa nese výbušnou tyčovou hlavici se střepinovým účinkem a má dálkové povelové navádění. Pro protiletadlový systém Pancir-S1 je charakteristická možnost navádět palbu jak kanónů, tak raket pomocí střeleckého radaru i optoelektronických přístrojů. Raketa nese rádiový i laserový transpondér, takže ji mohou sledovat obě složky systému navádění palby. Maximální nasazení prostředku Pancir-S1 tak zahrnuje navádění čtyř střel na dva cíle pomocí radaru a řízení palby kanónů na třetí cíl prostřednictvím optoelektroniky.

## Kanónová výzbroj
| Specifikace                             | Specifikace    |
| --------------------------------------- | -------------- |
| Hmotnost                                | 20 tun         |
| Max. počet současně sledovaných cílů    | 20             |
| Max. počet současně postřelovaných cílů | 3              |
| Max. vzdálenost zjištění cíle (2 m²)    | 38 000         |
| Max. vzdálenost sledování cíle (2 m²)   | 30 000 m       |
| Dálkový rozsah působení raket           | 1200 až 20 000 |
| Výškový rozsah působení raket           | 15 až 15 000   |
| Dálkový rozsah působení kanónů 2A38M    | 200 až 4 000 m |
| Výškový rozsah působení kanónů 2A38M    | 0 až 3 000 m   |
| Rozsah rychlosti postřelovaného cíle    | 10 až 1000 m/s |
| Max. reakční čas v bojovém stavu        | 4 až 6 sekund  |

Protiletadlový systém Pancir-S1 je vybaven dvojicí kanónů ráže 30 mm s celkovou rychlostí palby až 5000 ran za minutu. Kanóny mohou používat tříštivo-trhavou, zápalnou nebo kumulativní munici. Typ munice je možné volit podle povahy cíle. Každý kanón je vybaven 700 náboji.

## Varianty
- Roman – prototyp z roku 1994 na šasi Ural-5323-20
- ZPRK 96K6 – sériová verze z roku 2005 na šasi KamAZ-6560
- Pancir-S1-O – verze z roku 2005, výzbroj 2×2 30mm 2A72, 2×4 57E6E, vybavena optickým systémem řízení výzbroje, chybí sledovací radar
- Pancir-S1E – exportní verze na šasi MAN-SX45, vyzbrojena raketami 9M311
- Pancir-2E – speciální exportní verze z roku 2006, radar s vylepšenými parametry
- Pancir-S1 – verze z roku 2006, výzbroj 2×2 30mm 2A38M, 2×6 57E6E, sledovací radar na sledování 4 cílů, zóna zachycení cíle 0,2 až 20 km rádius, do výšky 0 až 15 km
- Pancir-S1 (BM 72V6E) – upravená verze na šasi BAZ-6909-019
- Pancir-S2 – modernizovaná verze
- Pancir-M – námořní verze, v červenci 2015 zahájena sériová výroba
- Pancir-ME – vyvíjená exportní námořní verze systému.[2]
- Pancir-SA – roku 2017 představená verze systému určena k operacím v Arktidě. Je umístěna na dvoudílném pásovém podvozku DT-30PM. Nese 18 řízených střel 57E6, kanóny naopak chybí.[3]
- Pancir-SM – modernizovaná verze, dostřel zvýšen na 40 km, vzdálenost zachycení cíle na 75 km

## Nasazení

### Sýrie
V březnu 2017 sestřelil systém Pancir-S1 dvě rakety Grad, odpálené teroristickou skupinou Islámský stát. K útoku došlo v provincii Hamá. V prosinci 2017 zničil systém Pancir-S1 další dvě rakety vypálené na ruskou leteckou základnu Hmímím. Koncem prosince 2017 ruský ministr obrany Sergej Šojgu uvedl, že od začátku působení ruských ozbrojených sil v Sýrii se podařilo pomocí systému Pancir zničit 54 raket a 196 bezpilotních letadel.
10. května 2018 byl během izraelského náletu zničen jeden systém Pancir-S1. Systém byl v době útoku neaktivní a k jeho zničení byla použita raketa Spike NLOS. 21. ledna 2019 zaútočil Izrael na íránské objekty rozmístěné v Sýrii. Během útoku byl zničen i jeden protiletadlový systém Pancir-S1, který se stal obětí bezpilotního letounu SkyStriker.
3. března 2020 byl systém Pancir-S1 syrské armády zničený tureckým bezpilotním letadlem. K incidentu došlo v severosyrském městě Sarakíb.

### Libye
Libyjská národní armáda pod vedením Chalífy Haftara sestřelila 4. července 2019 pomocí systému Pancir-S1 stíhačku MiG-23UB. Sestřelené letadlo patřilo vládě národní jednoty a havarovalo v blízkosti města Tarhúní 80 km od libyjského hlavního města Tripolis. Oba piloti údajně zemřeli.

### Ukrajina

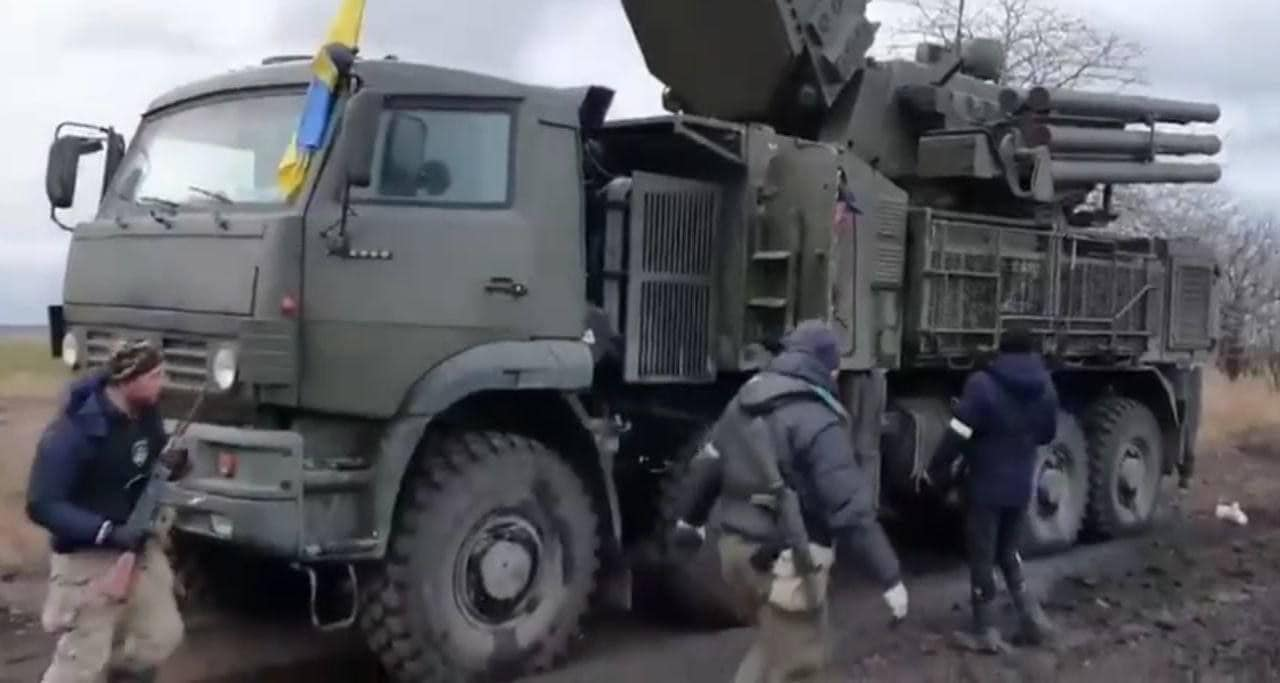
Příslušníci ukrajinských teritoriálních sil u vozidla ukořistěného ruské armádě v roce 2022

Různí nezávislí odborníci se domnívají, že Pancir-S1 byl nasazen separatistickými silami během války v Donbasu. Na Ukrajině byly v listopadu 2014 zaznamenány zbytky jeho hlavní výzbroje. Také byl údajně nafilmován v Luhansku a vyfocen v Makijivce na povstaleckých územích během začátku roku 2015.
Systém Pancir-S byl na začátku září 2018 zaznamenán ve městě Kerč na východě Krymu.
Typ byl použit také během ruské ofenzívy započaté v únoru 2022. Ukořistěné exempláře byly bojově nasazeny také ukrajinskými ozbrojenými silami.

### Rusko
Ázerbájdžánský informační a analytický portál Caliber.az přinesl koncem ledna 2025 informaci, že letadlo Ázerbájdžánských aerolinií bylo 25. prosince 2024 sestřeleno systémem Pancir S-1, který byl do Ruska dopraven ze Sýrie.

## Uživatelé

### Současní
- Ruská federace provozovala v roce 2011 31 kusů Pancir-S1, jejichž počet měl do roku 2016 stoupnout na 300 kusů
- Alžírsko objednalo v roce 2008 38 kusů Pancir-S1
- Jordánsko provozuje 50 bojových vozidel
- Spojené arabské emiráty objednaly 50 bojových vozidel
- Srbsko objednaly 6 bojových vozidel
- Sýrie podepsala v roce 2006 objednávku v hodnotě 1 mld USD na 50 bojových vozidel Pancir-S1
- Írán získal 10 bojových vozidel ze Sýrie
- Irák objednal 42 kusů Pancir-S1
- Ukrajina – nespecifikovaný počet ukořistěn a užíván v roce 2022.[19]

### Neúspěšné nabídky
- Brazílie objednala 3 baterie Pancir-S1, v roce 2017 ale od nákupu upustila [21]